# Risques Pereira
Henrique Risques Pereira (Lisboa, 1930 – Lisboa, 2003) foi poeta, desenhador e engenheiro civil. Entrou em contacto com o antigrupo "Os Surrealistas" através de Pedro Oom em 1949, participou nas sessões do J.U.B.A., e com pinturas e desenhos nas duas exposições do grupo em 1949 e 1950. Assinou alguns dos mais importantes manifestos, panfletos, cartas e textos colectivos que surgiram ao longo da breve história do Surrealismo português no seu momento de intervenção mais ou menos organizada.
Amigo de António Maria Lisboa, manteve com este uma particular relação de cumplicidade e colaboração, da qual resultariam alguns manifestos e textos poéticos conjuntos. Ficou como prova desta amizade o depoimento emocionado e esclarecedor de Risques Pereira a propósito da sua relação com o autor de “Erro próprio” contido no volume Poesia de António Maria Lisboa organizado em 1977 por Mário Cesariny.
Conduzido por uma inquietação experimentalista, criou, entre entre os anos de 1949 e 1952, um amplo conjunto de desenhos que recriam um mundo figurativo delirante, em que a ocultação, as formas geométricas dos cristais, as manchas pretas e a aplicação de água sobre o suporte para impedir a adesão uniforme da matéria pictórica, constituíram algumas das técnicas fundamentais.
A partir de 1953, data da morte de António Maria Lisboa, abandonou a arte para se dedicar à profissão de engenheiro civil, mas algumas obras do artista continuarão a vir à superfície em exposições colectivas de homenagem a um ou outro companheiro da aventura surrealista ou em antologias do Surrealismo português.
Após mais de 50 anos de silêncio, realizou a sua primeira exposição individual de 84 desenhos inéditos, na Fundação Cupertino de Miranda, Famalicão, em 2003, vindo a falecer logo após a inauguração, à qual já não pôde assistir. Data também de 2003 a edição póstuma da sua obra poética reunida no livro Transparências do Tempo, editado por Perfecto E. Cuadrado.